# 가다

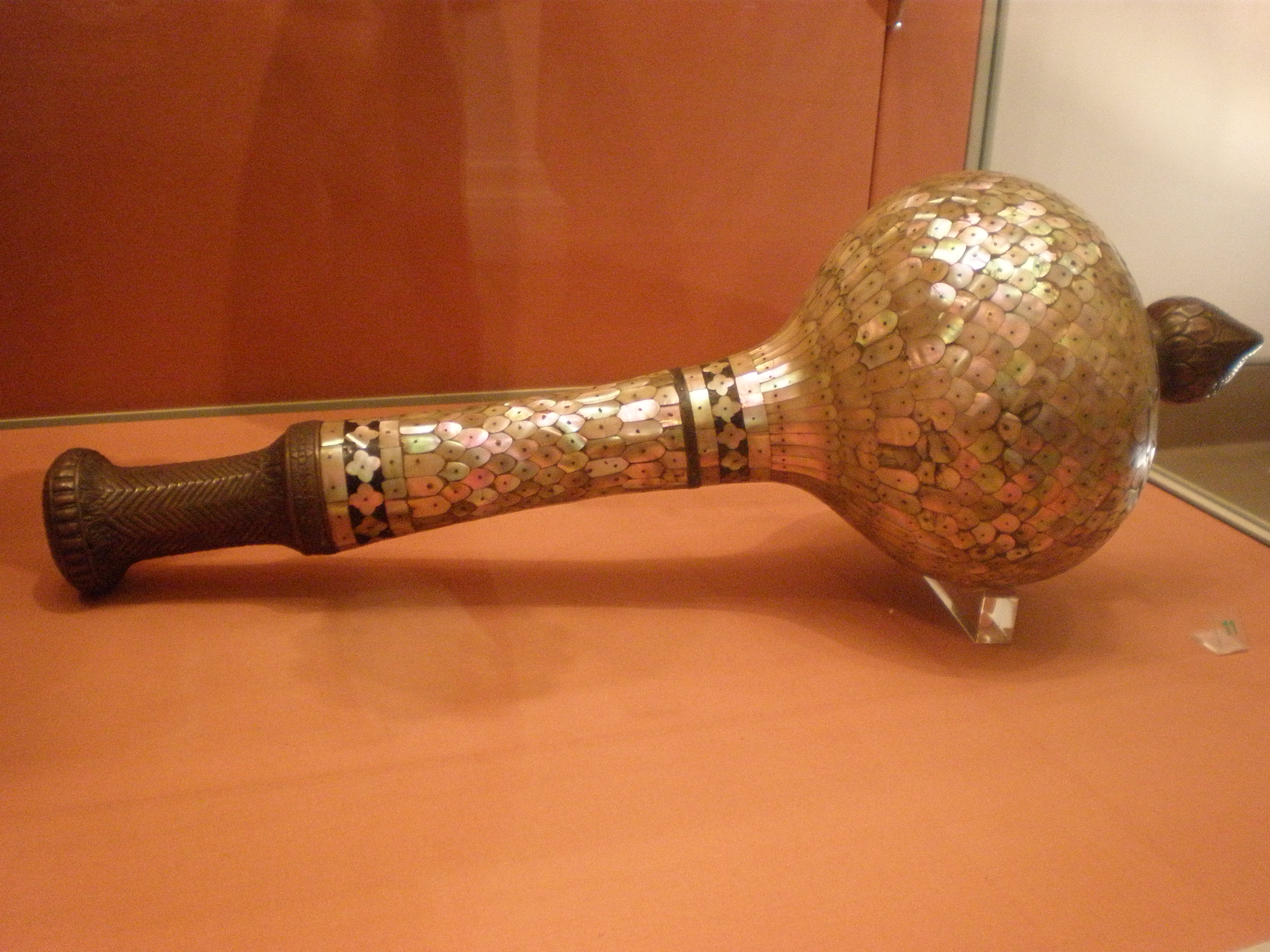
무굴 제국 시대의 가다

가다(산스크리트어: गदा)는 인도 아대륙에서 사용되었던 철퇴의 일종이다. 힌두교의 삼주신 중 한 명인 비슈누는 카우모다키라는 이름의 가다를 지니고 있으며 마하바라타의 주요 등장인물 중 한 명인 비마세나 또한 샤이카라는 이름의 가다를 지니고 있다.

## 같이 보기
- 철퇴